# Володимир Гегешидзе
Володимир Гегешидзе (груз. ვლადიმერ გეგეშიძე; нар. 10 лютого 1987, Тбілісі, Грузинська РСР) — грузинський борець греко-римського стилю, срібний призер чемпіонату Європи, учасник Олімпійських ігор.

## Життєпис
Боротьбою почав займатися з 1997 року. З 2002 по 2004 рік успішно виступав на чемпіонатах Європи серед кадетів. У 2002 році став срібним призером, а у 2003 і 2004 роках завоював чемпіонські титули. У першій збірній команді Грузії виступає з 2008 року. Найбільшого успіху досяг на чемпіонаті Європи 2013 року, коли здобув срібну нагороду. На Олімпійських іграх 2012 року в Лондоні теж виступив доволі успішно, здобувши перемогу у чвертьфіналі над українцем Василем Рачибою і діставшись півфіналу. Однак там поступився майбутньому чемпіону цих ігор Алану Хугаєву з Росії, а в сутичці за бронзову нагороду програв представнику Казахстану Даніялу Гаджієву.
Виступав за спортивний клуб Тбілісі. Тренер — Отарі Татешвілі.

## Спортивні результати на міжнародних змаганнях

### Виступи на Олімпіадах
| Змагання                    | Збірна | Вагова категорія                 | Місце |
| --------------------------- | ------ | -------------------------------- | ----- |
| Літні Олімпійські ігри 2012 | Грузія | греко-римська боротьба, до 84 кг | 5     |

### Виступи на Чемпіонатах світу
| Змагання                        | Збірна | Вагова категорія                 | Місце |
| ------------------------------- | ------ | -------------------------------- | ----- |
| Чемпіонат світу з боротьби 2010 | Грузія | греко-римська боротьба, до 84 кг | 8     |
| Чемпіонат світу з боротьби 2011 | Грузія | греко-римська боротьба, до 84 кг | 32    |
| Чемпіонат світу з боротьби 2014 | Грузія | греко-римська боротьба, до 85 кг | 10    |

### Виступи на Чемпіонатах Європи
| Змагання                         | Збірна | Вагова категорія                 | Місце  |
| -------------------------------- | ------ | -------------------------------- | ------ |
| Чемпіонат Європи з боротьби 2012 | Грузія | греко-римська боротьба, до 84 кг | 7      |
| Чемпіонат Європи з боротьби 2013 | Грузія | греко-римська боротьба, до 84 кг | Срібло |

### Виступи на Кубках світу
| Змагання                    | Збірна | Вагова категорія                 | Місце |
| --------------------------- | ------ | -------------------------------- | ----- |
| Кубок світу з боротьби 2008 | Грузія | греко-римська боротьба, до 84 кг | 4     |

### Виступи на інших змаганнях
| Змагання                                                        | Збірна | Вагова категорія                 | Місце  |
| --------------------------------------------------------------- | ------ | -------------------------------- | ------ |
| Золотий Гран-прі з боротьби 2008                                | Грузія | греко-римська боротьба, до 84 кг | 7      |
| Золотий Гран-прі з боротьби 2010 (Сомбатгей)                    | Грузія | греко-римська боротьба, до 84 кг | 5      |
| Золотий Гран-прі з боротьби 2010 (Тбілісі)                      | Грузія | греко-римська боротьба, до 84 кг | Золото |
| Золотий Гран-прі з боротьби 2010 (Баку)                         | Грузія | греко-римська боротьба, до 84 кг | 12     |
| Гран-прі Іспанії з боротьби 2011                                | Грузія | греко-римська боротьба, до 84 кг | 8      |
| Кубок Владислава Питласинські 2011                              | Грузія | греко-римська боротьба, до 84 кг | 8      |
| Меморіал Олега Караваєва 2011                                   | Грузія | греко-римська боротьба, до 84 кг | Бронза |
| Турнір Дана Колова — Николи Петрова 2012                        | Грузія | греко-римська боротьба, до 84 кг | Золото |
| Олімпійський кваліфікаційний турнір з боротьби 2012 (Тайюань)   | Грузія | греко-римська боротьба, до 84 кг | 5      |
| Олімпійський кваліфікаційний турнір з боротьби 2012 (Гельсінкі) | Грузія | греко-римська боротьба, до 84 кг | Срібло |
| Гран-прі Німеччини з боротьби 2012                              | Грузія | греко-римська боротьба, до 84 кг | Бронза |
| Кубок Президента Казахстану з боротьби 2012                     | Грузія | греко-римська боротьба, до 96 кг | 11     |
| Золотий Гран-прі з боротьби 2013 (Сомбатгей)                    | Грузія | греко-римська боротьба, до 84 кг | Бронза |
| Меморіал Олега Караваєва 2013                                   | Грузія | греко-римська боротьба, до 84 кг | 4      |
| Золотий Гран-прі з боротьби 2014 (Париж)                        | Грузія | греко-римська боротьба, до 98 кг | 5      |
| Золотий Гран-прі з боротьби 2014 (Сомбатгей)                    | Грузія | греко-римська боротьба, до 85 кг | Бронза |
| Золотий Гран-прі з боротьби 2014 (Баку)                         | Грузія | греко-римська боротьба, до 85 кг | 8      |
| Гран-прі FILA 2015                                              | Грузія | греко-римська боротьба, до 85 кг | 16     |
| Кубок Владислава Пітласинські 2015                              | Грузія | греко-римська боротьба, до 85 кг | 14     |
| Київський Міжнародний турнір з боротьби 2016                    | Грузія | греко-римська боротьба, до 85 кг | Срібло |
| Турнір Івана Піддубного 2017                                    | Грузія | греко-римська боротьба, до 98 кг | 23     |

### Виступи на змаганнях молодших вікових груп
| Змагання                                       | Збірна | Вагова категорія                 | Місце  |
| ---------------------------------------------- | ------ | -------------------------------- | ------ |
| Чемпіонат Європи з боротьби серед кадетів 2002 | Грузія | греко-римська боротьба, до 85 кг | Срібло |
| Чемпіонат Європи з боротьби серед кадетів 2003 | Грузія | греко-римська боротьба, до 85 кг | Золото |
| Чемпіонат Європи з боротьби серед кадетів 2004 | Грузія | греко-римська боротьба, до 85 кг | Золото |
| Чемпіонат світу з боротьби серед юніорів 2005  | Грузія | греко-римська боротьба, до 84 кг | 12     |